# 고현 (북위)
고현(高显)은 북위의 장수이다. 고구려 출신으로 고양의 아들이다.